# Heterónimo
En su acepción literaria, heterónimo es el nombre falso adoptado por un autor para atribuirle parte de su producción. En oposición, al autor real se le denomina ortónimo. 
Así, por ejemplo, Juan de Mairena es un heterónimo de Antonio Machado, aunque el poeta español prefería denominarlo «apócrifo». Como autor ficticio o seudoautor, el heterónimo es también un personaje. En la literatura occidental del siglo XX quizá sea el portugués Fernando Pessoa quien más desarrolló este recurso literario llegando a crear 70 heterónimos, algunos de ellos mujeres.

## Etimologías y sinónimos
El vocablo heterónimo procede de la unión de dos voces griegas: ἕτερος [jéteros] ('otro, diferente') y όνομα [ónoma] ('nombre'), es decir, 'otro nombre'. En diferentes contextos, heterónimo puede confundirse al aparecer como sinónimo de alias, apodo, nombre artístico o sobrenombre. Tampoco debe confundirse con hipocorísticos, apócopes, aféresis o diminutivos de uso familiar.

### Seudónimo
Según la RAE, seudónimo es el nombre falso que usa un autor para enmascarar el suyo propio.
A menudo se considera que los heterónimos son seudónimos que poseen una personalidad definida e incluso una biografía inventada; sin embargo, no deben confundirse unos con otros. Los seudónimos son tan sólo nombres falsos con los cuales se firma una obra, máscaras que encubren a su autor. Por ejemplo, Gabriela Mistral es el alias poético de Lucila Godoy Alcayaga y ambas se identifican, sólo cambia el nombre; en orden inverso el yo poético de  "Neftalí Reyes" se hace llamar Pablo Neruda. Sin embargo, Álvaro de Campos, uno de los varios heterónimos de Fernando Pessoa, es un individuo literario autónomo, con personalidad, carácter, biografía y emotividad diferentes a su creador. Es decir, no es una máscara literaria sino una proyección de la personalidad creadora de Pessoa.

### Apócrifo
Apócrifo (del latín tardío apocry̆phus, y este del griego από, 'lejos', y κρυφος, 'oculto'), que originalmente significaba "ocultar lejos", significa "falso", "supuesto" o "fingido". De aquí que algunos autores, como Machado, prefieran este término al de "heterónimo" para definir o nombrar a sus entes ficticios.

## Origen y desarrollo
Algunos autores fijan los orígenes de los heterónimos en el Romanticismo, si bien hay ejemplos mucho más antiguos. Shakespeare, por ejemplo, fue considerado "poeta de poetas", en el sentido de que sus personajes proyectaron una poética individual, una cosmovisión diferente cada uno de ellos, si bien el dramaturgo inglés no dejó noticia de que se identificase con ellos. 
Más clara y patente fue la actividad de falsarios prerrománticos como James Macpherson creador de Ossián, y de Thomas Chatterton, cuyo falso monje medieval Rowley firmó como autor de muy diversas obras y patrocinador de otros personajes inexistentes, en la línea de lo que más tarde haría el portugués Pessoa. En Francia, el poeta Paul Valéry se creó un otro yo con el nombre de Edmond Teste.

### En Fernando Pessoa
El poeta portugués Fernando Pessoa introdujo la noción de heterónimo en la teoría literaria y es quizá el mejor y más famoso ejemplo de producción de heterónimos del siglo XX. Considerados por Pessoa  "otros de él mismo", con personalidades autónomas que vivían fuera de su autor con una biografía propia, constituyen una especie de «alter ego» u "otro yo" del autor. Como tales desdoblamientos fueron presentados: Álvaro de Campos, Alberto Caeiro, Ricardo Reis, Bernardo Soares, Antonio Mora, y muchos otros de menor importancia y desarrollo, algunos de ellos femeninos, hasta un número total de 70, escribiendo una obra poética distinta para la mayoría de ellos.

### En la literatura española
Una escritora anónima peruana, Amarilis, llamó Belardo a Lope de Vega en su célebre "Epístola de Amarilis para Belardo". El origen de tal bautizo era que Lope solía incluir como heterónimo suyo a un personaje, de nombre Belardo, en sus comedias y sus romances pastoriles, pues desde Virgilio existía la tradición en la égloga y la novela pastoril de que los pastores representasen a personajes reales. Otro heterónimo "lopesco", fue el bachiller Tomé de Burguillos, un poeta pobre enamorado de una lavandera llamada Juana, escritor burlesco de poesía cómica y paródica de herencia petrarquista.

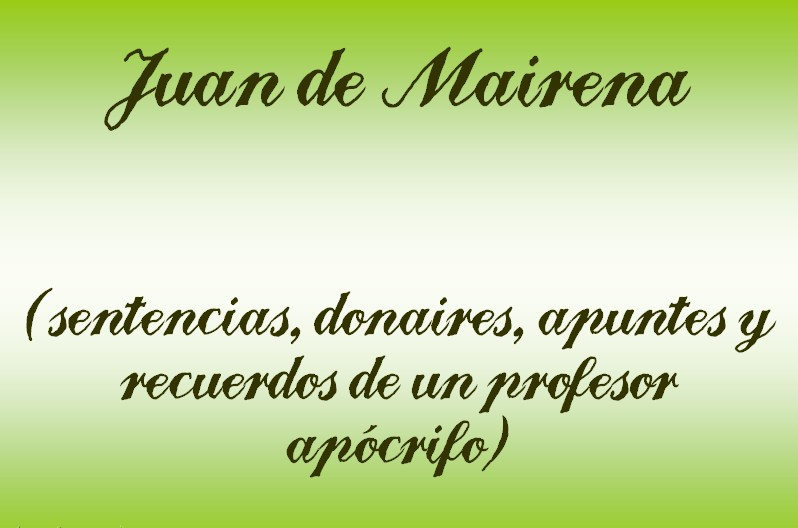
Juan de Mairena, profesor de gimnasia andaluz e improvisado maestro de retórica, apócrifo de Antonio Machado.

Por su parte, Antonio Machado fue animador también de varios heterónimos, que él llamó apócrifos. Los más importantes y conocidos fueron el profesor de gimnasia Juan de Mairena y su maestro Abel Martín, impulsores de una Escuela Popular de Sabiduría Superior. En total, Machado llegó a reunir 33 apócrifos, entre ellos: Jorge Menéndez (1828-1904); Víctor Acucroni (1879-1902); José María Torres (1838-1898); Manuel Cifuentes Fandanguillo (1876-1899); Antonio Machado (Machado especificó que este homónimo profesor, nacido en Sevilla en 1895 y muerto en Huesca en fecha no precisada, no debía confundirse con "el célebre poeta del mismo nombre, autor de Soledades, Campos de Castilla, etc.); Lope Robledo (1812-1860); Tiburcio Rodrigálvarez (1838-1908); Pedro Carranza (1878-?); Abel Infanzón (1825-1867); Andrés Santayana (1899-?); José Mantecón del Palacio (1874-1902); Froilán Meneses (¿-1893); Adrián Macizo (¿-?); Manuel Espejo (¿-?); Pedro de Zúñiga (1900-?); José Luis Fuentes (¿-?); Abraham Macabeo de la Torre (1824-1894); Alfonso Toras (¿-?); Antonio Palomero (citado por Ricardo Baroja y contertulio de Valle-Inclán en el café Fornos; y Enrique Paradas (director de la efímera revista literaria "La Caricatura", en la que colaboraron los jóvenes hermanos Machado en 1891).
Miguel de Unamuno engendró también al menos un par de posibles heterónimos: el poeta Rafael, un escritor becqueriano autor de Teresa, y Augusto Pérez, protagonista de Niebla.
Gonzalo Torrente Ballester ha desarrollado en su narrativa auténticos estudios de la mecánica literario del heterónimo. La propuesta más conocida quizá sea la lista de los J. B. en La saga/fuga de J. B., novela que protagoniza José Bastida al frente de tan singular elenco. Similares análisis del desdoblamiento del autor y sus personajes son expuestos por Torrente en Quizá nos lleve el viento al infinito, de 1984, y en especial en Yo no soy yo, evidentemente, de 1987, (donde el desdoblamiento de un apócrifo autor llamado Uxío Preto casi alcanza progresión geométrica).
Otros ejemplos españoles del siglo XX han sido:
- Jusep Torres Campalans, escritor y pintor creado por Max Aub, para el cual incluso pintó cuadros.
- Horacio Martín, autor de Las rubáiyátas, heterónimo de Félix Grande.
- Juan Amor de Velasco, autor de Al margen de lo transitable, heterónimo de Juan Antonio Villacañas.
- Jorge Semprún, autor de Federico Sánchez se despide de Ustedes, heterónimo de Federico Sánchez.
- Jacobo Sadness y Antero Freire, heterónimos del poeta Santiago A. López Navia

### En la literatura iberoamericana
En su novela Rayuela, Julio Cortázar incluyó a un personaje llamado Morelli, un escritor a quien muchos consideran heterónimo del escritor franco-argentino y otros una 'especulación narrativa'.
El poeta argentino Jonio González escribió los poemas de una heterónima de origen judío en Últimos poemas de Eunice Cohen (1999).

### En la literatura francesa
El escritor Boris Vian utilizó una larga lista de heterónimos, no todos literarios, destacando el de Vernon Sullivan con el que firmó libros como  Escupiré sobre vuestra tumba (J'irai cracher sur vos tombes), Todos los muertos tienen la misma piel (Les morts ont tous la même peau), Que se mueran los feos (Et on tuera tous les affreux) y Con las mujeres no hay manera (Elles se rendent pas compte)

### En la época victoriana

El mito de Dorian Gray/Oscar Wilde, convertido en logo.

El auge de los heterónimos y del tema del doble en la literatura inglesa del siglo XIX se relaciona con la crisis de identidad burguesa y la escisión entre la realidad represiva victoriana y la pulsión sexual subconsciente, escisión que se experimentó en esa sociedad entre la moral convencional y la real. Su ejemplo literario más conocidos es quizá El retrato de Dorian Gray, de Oscar Wilde.

### En Les Luthiers
La agrupación musical y teatral argentina Les Luthiers ejemplifica el término de manera muy concisa, debido a que la gran mayoría de las obras presentadas por ellos pertenecen  al compositor ficticio Johann Sebastian Mastropiero, perteneciendo la autoría real a los integrantes del grupo.